# (90288) Dalleave
(90288) Dalleave est un astéroïde de la ceinture principale.

## Description
(90288) Dalleave est un astéroïde de la ceinture principale. Il fut découvert le 6 mars 2003 à Cima Ekar par le programme Asiago-DLR Asteroid Survey. Il présente une orbite caractérisée par un demi-grand axe de 3,09 UA, une excentricité de 0,15 et une inclinaison de 9,5° par rapport à l'écliptique.

## Compléments